# Copa de España de fútbol sala femenino 2016
La Copa de España de Fútbol Sala Femenino de 2016  tuvo lugar  el 11 y el 12 de junio en Alcorcón (Comunidad de Madrid). Es la vigésima segunda edición de este campeonato español.
A la cita acudieron los cuatro primeros clasificado en la liga regular. El Sorteo puro realizado deparó los siguientes cruces:  el vigente campeón, el Atlético Madrid Navalcarnero, dirigido por Andrés Sanz, a la Universidad de Alicante FSF entrenado por Carlos Navarro. En la segunda semifinal se midieron el Burela FS Pescados Rubén de Iván Cao, se medirá al anfitrión, la AD Alcorcón FSF entrenado por Ángel Sáiz.
El Atlético Madrid Navalcarnero se proclamó campeón por sexta vez en su historia y tercera consecutiva al vencer al Burela FS Pescados Rubén por 1-0 en los penaltis tras empatar a 4.

## Participantes
- CD Burela FS Pescados Rubén
- Atlético Madrid Navalcarnero
- AD Alcorcón FSF
- Universidad de Alicante FSF

## Organización

### Sede
El torneo se disputó en la ciudad de Alcorcón, en el Polideportivo Municipal Los Cantos, un recinto deportivo con capacidad para 1.500 espectadores.

## Resultados
|  | Semifinales                  | Semifinales                  | Semifinales           |                       |                              | Final                        | Final | Final |  |
|  |                              |                              |                       |                       |                              |                              |       |       |  |
|  |                              |                              |                       |                       |                              |                              |       |       |  |
|  | Atlético Madrid Navalcarnero | Atlético Madrid Navalcarnero | 5                     |                       |                              |                              |       |       |  |
|  | Atlético Madrid Navalcarnero | Atlético Madrid Navalcarnero | 5                     |                       |                              |                              |       |       |  |
|  | Universidad de Alicante FSF  | Universidad de Alicante FSF  | 1                     |                       |                              |                              |       |       |  |
|  | Universidad de Alicante FSF  | Universidad de Alicante FSF  | 1                     |                       | Atlético Madrid Navalcarnero | Atlético Madrid Navalcarnero | 4(1)  |       |  |
|  |                              |                              |                       |                       | Atlético Madrid Navalcarnero | Atlético Madrid Navalcarnero | 4(1)  |       |  |
|  |                              |                              | Burela Pescados Rubén | Burela Pescados Rubén | 4(0)                         |                              |       |       |  |
|  | Burela Pescados Rubén        | Burela Pescados Rubén        | Burela Pescados Rubén | Burela Pescados Rubén | 4(0)                         | 5                            |       |       |  |
|  | Burela Pescados Rubén        | Burela Pescados Rubén        |                       |                       |                              | 5                            |       |       |  |
|  | AD Alcorcón FSF              | AD Alcorcón FSF              | 1                     |                       |                              |                              |       |       |  |
|  | AD Alcorcón FSF              | AD Alcorcón FSF              | 1                     |                       |                              |                              |       |       |  |
|  |                              |                              |                       |                       |                              |                              |       |       |  |

### Semifinales

#### Atlético de Madrid Navalcarnero - Universidad de Alicante FSF
| 11 de junio de 2016, 15:00 | Atlético Madrid                                                               | 5:1 (1:1) | Universidad de Alicante | Polideportivo Municipal Los Cantos, Alcorcón                               |                                                                            |
|                            | María Sanz 17' · Amelia Romero 23' 34' · Leticia Sánchez 36' · Ju Delgado 38' | Reporte   | Rocío Gracia 12'        | Asistencia: 700 espectadores Árbitro(s): José Arance García y Carlos Munez | Asistencia: 700 espectadores Árbitro(s): José Arance García y Carlos Munez |

#### CD Burela FS Pescados Rubén - AD Alcorcón FSF
| 11 de junio de 2016, 17:00 | Burela Pescados Rubén                                    | 5:1 (3:1) | AD Alcorcón FSF | Polideportivo Municipal Los Cantos, Alcorcón                                          |                                                                                       |
|                            | Gabriela Vila 9' 18' 38' · Peque 16' · Dany Domingos 21' | Reporte   | Anita Luján 2'  | Asistencia: 1.000 espectadores Árbitro(s): Cristian Gómez García y Jorge Moreno Durán | Asistencia: 1.000 espectadores Árbitro(s): Cristian Gómez García y Jorge Moreno Durán |

### Final
| 23          | Bandera de España | María del Val     |  |
| 5           | Bandera de Brasil | Ariane Nascimento |  |
| 7           | Bandera de España | Leticia Sánchez   |  |
| 9           | Bandera de Brasil | Ju Delgado        |  |
| 15          | Bandera de España | Amelia Romero     |  |
| Entrenador: | Entrenador:       | Andrés Sanz       |  |

| 1           | Bandera de Brasil | Joziane de Oliveira |  |
| 3           | Bandera de Brasil | Dany Domingos       |  |
| 7           | Bandera de España | Peque               |  |
| 9           | Bandera de Brasil | Gabriela Vila       |  |
| 14          | Bandera de España | Bea Mateos          |  |
| Entrenador: | Entrenador:       | Iván Cao Valle      |  |

| 3  | Bandera de Brasil | Desirée Godoy  |  |
| 4  | Bandera de España | Marta Pelegrín |  |
| 16 | Bandera de España | María Sanz     |  |

| 5  | Bandera de España | Claudia Rodríguez |  |
| 11 | Bandera de España | Cecilia Puga      |  |
| 17 | Bandera de España | Maite García      |  |

| Anotado | 8'  | Marta Pelegrín    | 1-0 |
| Anotado | 20' | Ariane Nascimento | 2-3 |
| Anotado | 30' | Leticia Sánchez   | 3-4 |
| Anotado | 31' | Desirée Godoy     | 4-4 |

| Anotado | 9'  | Dany Domingos       | 1-1 |
| Anotado | 14' | Joziane de Oliveira | 1-2 |
| Anotado | 16' | Dany Domingos       | 1-3 |
| Anotado | 26' | Dany Domingos       | 2-4 |

| Anotado        |  | Leticia Sánchez | 1-0 |
| Fallo de penal |  | Desirée Godoy   |     |

| Fallo de penal |  | Gabriela Vila |  |
| Fallo de penal |  | Dany Domingos |  |
| Fallo de penal |  | Peque         |  |

| Amonestado |  | Ju Delgado    |  |
| Amonestado |  | Desirée Godoy |  |

| Amonestado |  | Peque         |  |
| Amonestado |  | Dany Domingos |  |
| Amonestado |  | Bea Mateos    |  |

| 23          | Bandera de España | María del Val     |  |
| 5           | Bandera de Brasil | Ariane Nascimento |  |
| 7           | Bandera de España | Leticia Sánchez   |  |
| 9           | Bandera de Brasil | Ju Delgado        |  |
| 15          | Bandera de España | Amelia Romero     |  |
| Entrenador: | Entrenador:       | Andrés Sanz       |  |

| 1           | Bandera de Brasil | Joziane de Oliveira |  |
| 3           | Bandera de Brasil | Dany Domingos       |  |
| 7           | Bandera de España | Peque               |  |
| 9           | Bandera de Brasil | Gabriela Vila       |  |
| 14          | Bandera de España | Bea Mateos          |  |
| Entrenador: | Entrenador:       | Iván Cao Valle      |  |

| 3  | Bandera de Brasil | Desirée Godoy  |  |
| 4  | Bandera de España | Marta Pelegrín |  |
| 16 | Bandera de España | María Sanz     |  |

| 5  | Bandera de España | Claudia Rodríguez |  |
| 11 | Bandera de España | Cecilia Puga      |  |
| 17 | Bandera de España | Maite García      |  |

| Anotado | 8'  | Marta Pelegrín    | 1-0 |
| Anotado | 20' | Ariane Nascimento | 2-3 |
| Anotado | 30' | Leticia Sánchez   | 3-4 |
| Anotado | 31' | Desirée Godoy     | 4-4 |

| Anotado | 9'  | Dany Domingos       | 1-1 |
| Anotado | 14' | Joziane de Oliveira | 1-2 |
| Anotado | 16' | Dany Domingos       | 1-3 |
| Anotado | 26' | Dany Domingos       | 2-4 |

| Anotado        |  | Leticia Sánchez | 1-0 |
| Fallo de penal |  | Desirée Godoy   |     |

| Fallo de penal |  | Gabriela Vila |  |
| Fallo de penal |  | Dany Domingos |  |
| Fallo de penal |  | Peque         |  |

| Amonestado |  | Ju Delgado    |  |
| Amonestado |  | Desirée Godoy |  |

| Amonestado |  | Peque         |  |
| Amonestado |  | Dany Domingos |  |
| Amonestado |  | Bea Mateos    |  |

| Comunidad de Madrid                             |
| Campeón Atlético Madrid Navalcarnero 6.º título |

## Estadísticas

### Tabla de goleadoras
| Puesto                                     | Jugadora        | Equipo                       | Goles |
| ------------------------------------------ | --------------- | ---------------------------- | ----- |
| 1                                          | Dany Domingos   | Burela Pescados Rubén        | 4     |
| 2                                          | Gabriela Vila   | Burela Pescados Rubén        | 3     |
| 3                                          | Leticia Sánchez | Atlético Madrid Navalcarnero | 2     |
| 3                                          | Amelia Romero   | Atlético Madrid Navalcarnero | 2     |
| Última actualización: 12 de junio de 2016. |                 |                              |       |